# Триггз-Ходж, Эндрю
Э́ндрю Триггз-Ходж (англ. Andrew Triggs Hodge; 3 марта 1979, Эйлсбери) — британский гребец, трёхкратный чемпион Олимпийских игр.

## Карьера
Во время учёбы в Оксфордском университете был членом Лодочного клуба и в 2005 году стал победителем регаты «Оксфорд — Кембридж».
Участник Олимпийских игр 2004 и 2008 годов.
На Олимпиаде в Лондоне Триггз-Ходж в составе четвёрки вместе с Алексом Грегори, Томом Джеймсом и Питом Ридом выиграл золотую медаль.
Четырёхкратный чемпион мира, трёхкратный серебряный призёр мирового первенства, чемпион Европы.